# Hùng Linh
Hùng Linh (1937 - 2 tháng 1 năm 2009) là một nhạc sĩ nhạc vàng trước năm 1975. Ông là tác giả của ca khúc Áo cưới màu hoa cà, một trong những bài hát làm nên sự nghiệp của ông.

## Cuộc đời và sự nghiệp
Ông tên thật là Trương Phước Lành, sinh năm 1937 tại Tây Ninh, có đứa em tên là Hoài Mập cũng đi theo nghiệp nhạc của ông.
Trước năm 1975, ông hoạt động trong ban Vì Dân của nhạc sĩ Nguyễn Văn Đông. Ông bắt đầu sáng tác từ những năm 1960, nổi tiếng nhất là Áo cưới màu hoa cà, Cưới em, Mùa đông thương nhớ, nhưng trong đó Áo cưới mùa hoa cà được rất nhiều ca sĩ trình diễn.
Sau năm 1975, ông ngưng sáng tác. Thời điểm này, ban đầu ông buôn bán nhỏ chợ Bà Chiểu, sau đó ông làm nghề sửa xe đạp ở khu vực cầu Sắt, Bình Thạnh. Có một ngày khi ông đang đi mua đồ, thì ông bị tai nạn giao thông và nằm liệt giường cho đến khi qua đời.
Ông có hai người vợ, người vợ đầu ông lấy vào khi ông hai mươi mấy tuổi và có 5 người con. Tuy nhiên, cuộc hôn nhân không được tốt đẹp, đến năm cô con gái lớn được mười tuổi thì ly thân, người vợ đầu chuyển về Tây Ninh sinh sống. Sau này, ông lấy thêm 1 người vợ và có thêm 1 người con, tuy nhiên người vợ sau thì sang Hoa Kỳ định cư cùng với đứa con trai. Gần đây, hai đứa con trai của ông qua đời nhưng không có tiền chôn, phải đem đi hiến xác cho y học.

## Tác phẩm
- 12 bến nước (1970)
- Áo cưới màu hoa cà (1970)
- Chúng mình đừng ngại
- Chuyện lên xe hoa (Xe hoa cách biệt 3)
- Cưới em (1969)[3]
- Chưa yêu (với Vũ Sơn)
- Đừng nói yêu tôi
- Đừng trách lính vô tình
- Gối lẻ
- Giấc mơ không đến (Áo cưới màu hoa cà 2)
- Hai đứa vui xuân
- Lính nghèo
- Mùa đông thương nhớ
- Nếu anh là chồng (1972)
- Nếu biết em
- Nếu đời chỉ có em
- Ngàn lời thương (với Vũ Sơn, 1970)
- Niềm thương nỗi nhớ (1972)
- Thu đã đi rồi
- Tùy anh tùy em
- Ván đã đóng thuyền
- Vì còn yêu
- Vì chưa ngỏ ý[4]
- Xe hoa cách biệt (1970)